# Joaquim José Teixeira
Joaquim José Teixeira (Rio de Janeiro, 27 de agosto de 1811 — Rio de Janeiro, 1 de janeiro de 1885) foi um político brasileiro.
Foi presidente da província de Sergipe, de 18 de outubro de 1847 a 28 de abril de 1848.
Foi oficial da Imperial Ordem da Rosa.